# بکس (حزب اسپانیایی)
بُکس (معادل زبان لاتین "صدا", VOX; تلفظ اسپانیایی: [ˈboks]) از احزاب اسپانیاست که در ۱۷ دسامبر ۲۰۱۳ از سوی اعضای سابق حزب مردم (PP) تأسیس شده‌است. این حزب به انحای گوناگون از جمله راست،  پوپولیست دست راستی، یا راست تندرو توصیف شده‌است.

## دریافت کمک مالی از سازمان مجاهدین خلق
دیدگاه‌های این حزب بر ضد مسلمانان ارزیابی شده‌است، اسنادی که در رسانه‌های اسپانیایی انتشار یافت نشاندهنده آن است که این حزب یک میلیون دلار (حدود ۸۰ درصد هزینه انتخاباتی اش) را از سازمان مجاهدین خلق یا شاخه‌های وابسته به آن دریافت کرده‌است. یکی از اعضای سابق سازمان به foreignpolicy می‌گوید که این مبالغ احتمالاً متعلق به عربستان سعودی بوده و با واسطه این سازمان به حزب پردداخت شده‌است.